# Le Complexe divin
Le Complexe divin (The God Complex) est le onzième épisode de la sixième saison de la deuxième série de la série télévisée britannique de science-fiction Doctor Who, diffusé sur BBC One 17 septembre 2011. Il s'agit du quatrième épisode de la seconde demi-saison 2011 de la série.

## Accroche
Le Docteur, Amy et Rory sont sur le chemin de Ravan-Skala. La légende racontait que là-bas vit un peuple d'une taille incomparable. Mais le TARDIS les dépose dans un hôtel au style des années 80 dont les couloirs et chambres changent constamment. Chaque chambre recèle la peur suprême d'un de ses hôtes.

## Distribution
- Matt Smith : Onzième Docteur
- Karen Gillan : Amy Pond
- Arthur Darvill : Rory Williams
- David Walliams : Gibbis
- Sarah Quintrell : Lucy Hayward
- Amara Karan : Rita
- Dimitri Leonidas : Howie Spragg
- Daniel Pirrie : Joe Buchanan
- Caitlin Blackwood : Amelia Pond
- Dafydd Emyr : Professeur d'EPS
- Spencer Wilding : La Créature
- Rashad Karapiet : Père de Rita
- Roger Ennals : Gorille

## Résumé
Le TARDIS, se rendant sur une autre planète, arrive dans ce qui ressemble à un hôtel terrestre au décor des années 1980, mais le Docteur l'identifie comme une structure extra-terrestre conçue spécifiquement pour prendre cette apparence. Ils rencontrent bientôt un groupe de quatre individus, les humains Rita, Howie et Joe et l'extra-terrestre Gibbis. Chacun d'eux a été enlevé de sa vie quotidienne et s'est retrouvé dans l'hôtel. Les quatre expliquent qu'il y a dans l'hôtel un être qui absorbe la vie de ses habitants en les attirant dans une des multiples chambres, chacune contenant la plus grande peur de l'un d'entre eux, celui-ci se mettant alors à le « vénérer » et se laissant prendre. On ne peut s'évader de l'hôtel : ses portes et fenêtres sont murées, tandis que son plan change sans cesse. Le Docteur, Amy et Rory constatent que le TARDIS a disparu. Le Docteur dissuade ses compagnons d'ouvrir toute porte par laquelle ils seraient attirés, de peur d'être possédés à leur tour.
Alors que le Docteur essaie d'évaluer la situation, Joe, qui est déjà possédé, a été attiré à l'écart du groupe et est tué par une bête. Howie devient à son tour possédé après être entré dans une chambre sans tenir compte des avertissements du Docteur. Le reste du groupe met en place un piège pour attirer la bête dans le salon de l'hôtel en utilisant la voix de Howie, ce qui permet au Docteur de poser des questions à la créature prisonnière et d'apprendre qu'elle est dans une grande souffrance. Le Docteur comprend que l'hôtel est en fait également une prison pour la créature et que les "peurs" dans chaque chambre sont des illusions sans danger. Howie échappe au groupe, permettant à la bête de s’enfuir et de l'attraper, le tuant avant que le Docteur ne puisse le sauver. Rita subit bientôt le sort de Joe et de Howie. Alors que le groupe essaie de la trouver avant qu'elle ne soit saisie par la bête, Amy et le Docteur sont tous deux attirés et regardent chacun dans la chambre qui recèle leur propre peur.
Le Docteur, Amy, Rory et Gibbis se regroupent. Le Docteur émet la théorie que les trois autres croyaient qu'une force supérieure contrôlait leurs vies : en étant exposés à leurs peurs profondes, ils se tournent vers leur foi fondamentale à la recherche de réponses, la bête étant ainsi capable de prendre leur contrôle. Le Docteur comprend que Gibbis a survécu grâce au pacifisme extrême de son espèce, mais commence à s'inquiéter quand Amy commence à dire « Loué soit-il ! », comprenant que c'est la foi d'Amy en lui-même qui est en jeu. Tandis que la bête vient chercher Amy, le Docteur et les deux autres la saisissent et l'emmènent dans la chambre qui l'a mise dans cet état. À l'intérieur, ils trouvent l'image de la jeune Amy, Amelia, attendant toujours le retour de son « Docteur débraillé » (Le Prisonnier zéro). Le Docteur parle à Amy pour briser sa foi en lui ; quand il y parvient, la bête derrière la porte s'écroule sur le sol.
Sous leurs yeux, l'hôtel s'avère être un élément d'une vaste simulation. Le Docteur dit qu'ils sont dans un vaisseau prison et que la bête est parente des Nimons, des créatures qui se repaissent de la foi des autres. Les systèmes automatisés du vaisseau lui fournissaient de la « nourriture » en amenant à bord des créatures dont la foi est très forte. Le Docteur explique que c'est la foi qu'Amy avait en lui qui est la cause de leur arrivée sur le vaisseau. Après la mort de la bête, le Docteur retrouve le TARDIS et ramène Gibbis chez lui. Il reconduit ensuite Amy et Rory à leur maison sur Terre, estimant qu'il est mieux pour eux deux d'arrêter de voyager avec lui de peur que leur foi en lui ne les conduise à leur perte. Le Docteur repart seul à bord du TARDIS, méditant sur ces événements.

## Continuité
- Sur les photos des visiteurs passés, à l'entrée de l'hôtel, on retrouve différentes races d'aliens récurrentes dans la série : un Sontarien, un Tritovore, un Silurien, un Judoon et une infirmière chat (de l'épisode Une nouvelle Terre). Dans l'escalier, c'est un Weevil (Torchwood) que l'on peut distinguer.
- De même, l'un des portraits porte comme peur la mention « Dalek », l'une des chambres de l'hôtel est remplie d'Anges Pleureurs et le minotaure est identifié par le Docteur comme une espèce proche des Nimons, une race vue dans l'épisode de 1979 The Horns of Nimon.
- La phobie d'Amy, qui est d'attendre le Docteur sur une valise, renvoie à une scène de l'épisode Le Prisonnier zéro.
- La scène où le Docteur demande à Amy de renier sa foi en lui afin d'échapper à un ennemi se rapproche beaucoup de l'aventure du septième Docteur intitulée The Curse of Fenric.
- La chambre où se trouve la peur du Docteur porte le numéro 11 en référence au fait que Matt Smith est le 11e Docteur.

## Réception
En France, l'épisode diffusé le 3 novembre 2012 à 20 h 35 sur France 4 a été suivi par 267 000 téléspectateurs soit 1,2 % de parts de marché.

## Liens
- (en) Le Complexe divin sur l’Internet Movie Database
- "The God Complex" ‘‘I stole your childhood and now I’ve lead you by the hand to your death’’ – Le Docteur critique de l'épisode sur Le Village